# Jawa Timur
Jawa Timur, eller Östra Java, är en provins i Indonesien som omfattar östligaste delen av ön Java, öarna Madura och Bawean samt en del mindre öar. Folkmängden uppgick år 2010 till cirka 37,5 miljoner invånare, och den administrativa huvudorten är Surabaya.

## Administrativ indelning
Provinsen är indelad i 29 distrikt och 9 städer.
Distrikt (Kabupaten):
- Bangkalan, Banyuwangi, Blitar, Bojonegoro, Bondowoso, Gresik, Jember, Jombang, Kediri, Lamongan, Lumajang, Madiun, Magetan, Malang, Mojokerto, Nganjuk, Ngawi, Pacitan, Pamekasan, Pasuruan, Ponorogo, Probolinggo, Sampang, Sidoarjo, Situbondo, Sumenep, Trenggalek, Tuban och Tulungagung.

Städer (Kota):
- Batu, Blitar, Kediri, Madiun, Malang, Mojokerto, Pasuruan, Probolinggo och Surabaya.